# Avion

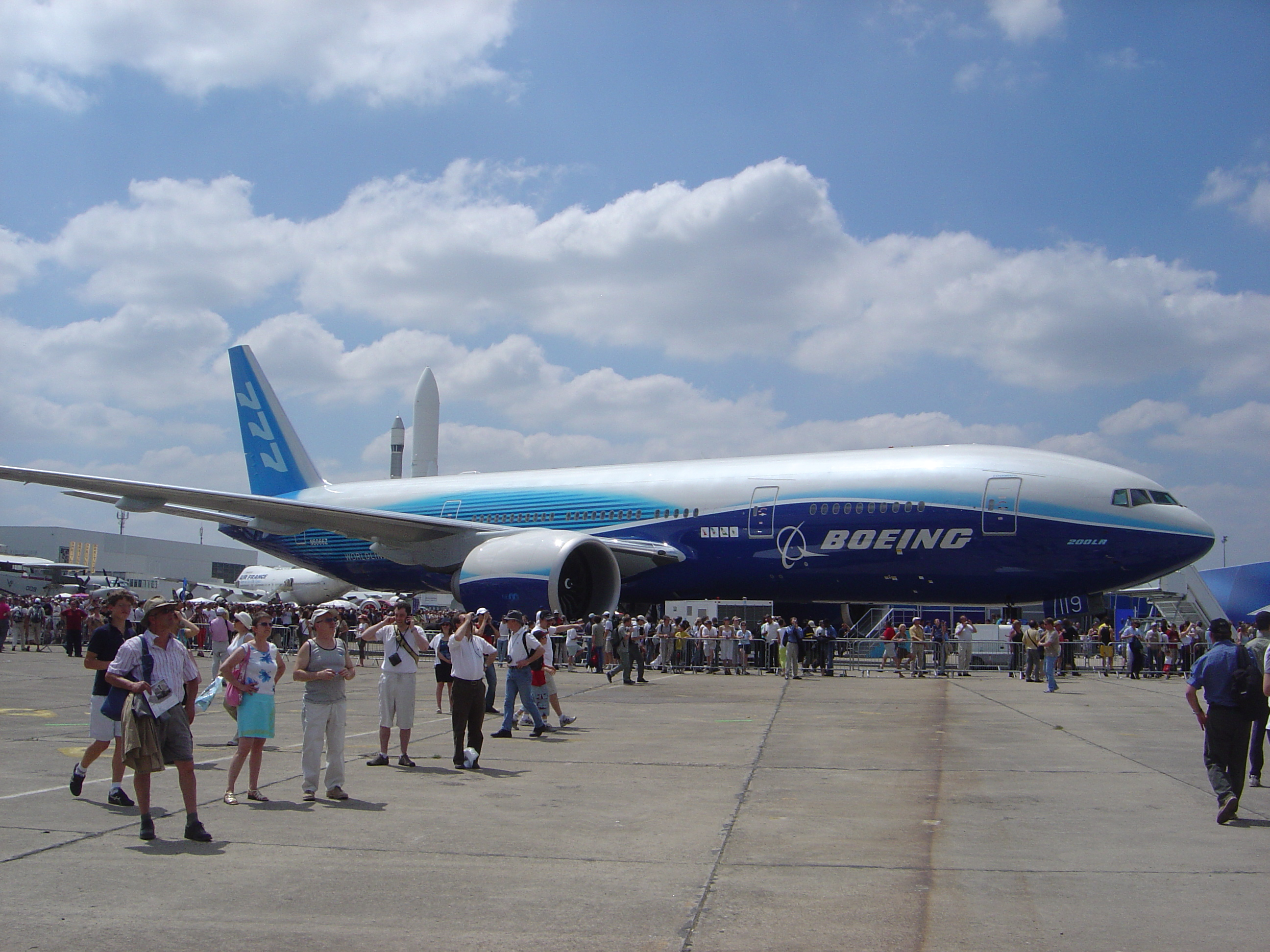
Avion lung-curier de mare capacitate Boeing 777-200LR

Airbus A330 sau un Airbus A310

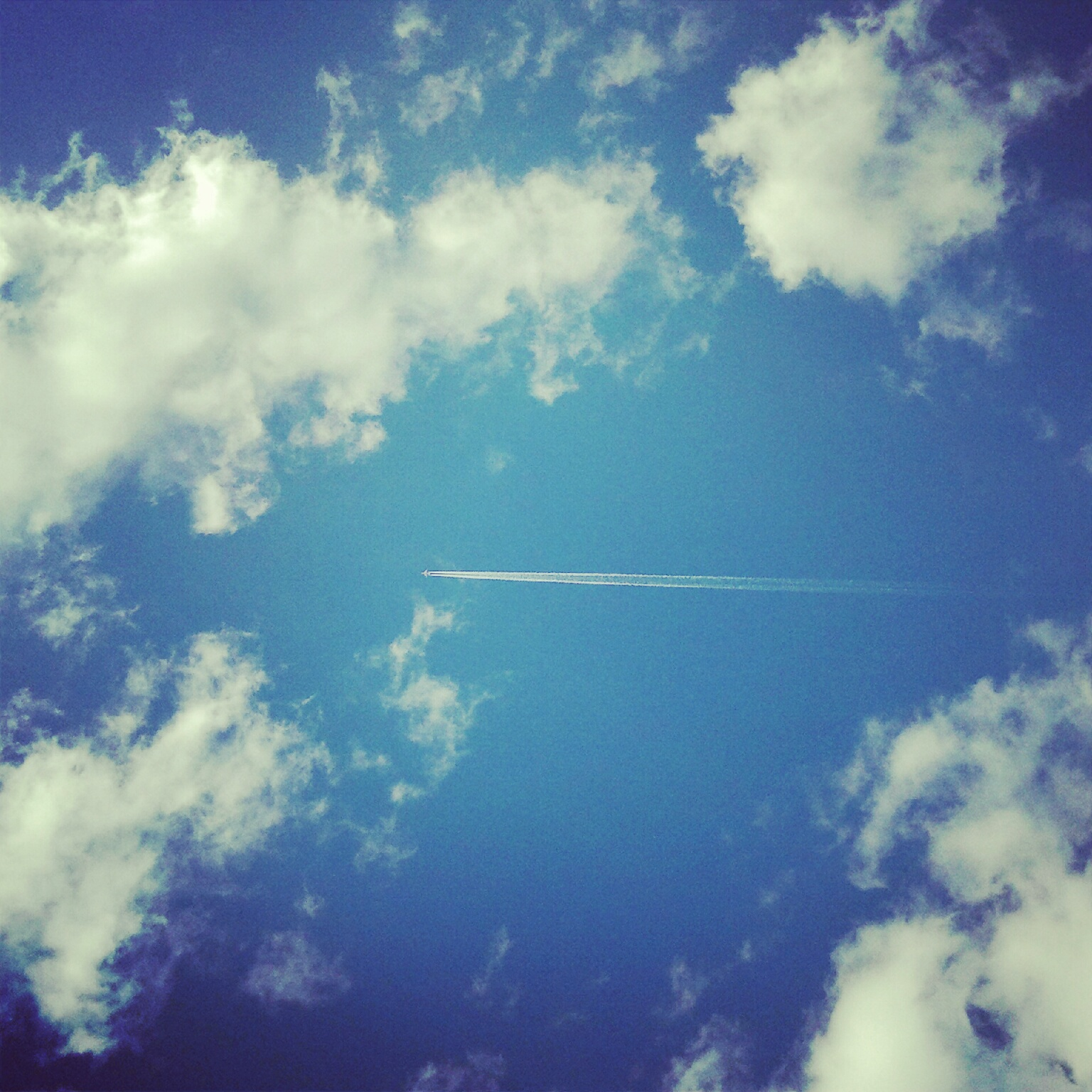
Dâra lăsată pe cer de un avion cu reacție cu două motoare

Avionul este o aerodină prevăzută cu o suprafață portantă fixă ce asigură sustentația datorită vitezei de deplasare. Viteza de deplasare poate fi asigurată fie de acțiunea unor grupuri motopropulsoare, fie de acțiunea unei componente a greutății (în cazul zborului de coborâre sau al zborului fără motor).

## Istoric

Forțele care acționează asupra unui avion în zbor

Apărute la începutul secolului XX, primele avioane cereau mult curaj și îndemânare pentru a le pilota. În acea vreme, ele nu erau nici rapide, nici încăpătoare. Primul zbor controlat, propulsat, cu un aparat mai greu decât aerul l-au făcut Frații Wright pe 17 decembrie 1903, primul zbor efectiv autopropulsat a fost făcut de Traian Vuia la data de 18 martie 1906, iar primul zbor oficial autopropulsat a fost făcut de Alberto Santos-Dumont la data de 12 noiembrie 1906. Henri Coandă este inventatorul aparatului de zbor fără elice, acesta fiind propulsat de un motor cu reacție. Louis Blériot a fost primul pilot care a traversat Canalul Mânecii, în 1909. Charles Lindbergh a realizat prima traversare a Atlanticului, singur și fără escală, în 1927. În 1933, Wiley Post a fost primul pilot de avion care a făcut singur înconjurul lumii. A parcurs 25 000 km în 7 zile, 18 ore și 49 minute.
Primul din lume care a folosit denumirea de „avion”, numindu-și astfel aparatul construit de el, a fost francezul Clement Ader (1841-1925). El a folosit acest nume în proiectul pentru brevetul 205155 pe care l-a obținut la 19 septembrie 1890. Această denumire a fost oficializată în 1911, pentru a numi aparatele de zbor cu aripă fixă și motor.

## Aerodinamica avionului
Asupra unei aeronave aflate în zbor acționează patru forțe care trebuie să se afle în echilibru. O forță în general poate fi interpretată ca o tragere sau o împingere asupra unui obiect într-o anumită direcție.

### Greutatea
Greutatea este o forță orientată întotdeauna spre centrul Pământului. Ea este direct proporțională cu masa avionului și depinde de încărcarea sa. Deși este distribuită asupra întregului aparat, ne putem imagina că ea este colectată și acționează asupra unui singur punct, numit centrul de greutate.
În zbor, deși aeronava se rotește în jurul centrului de greutate, orientarea greutății rămâne tot spre centrul pământului. În timpul zborului greutatea scade constant datorită consumării combustibilului din rezervoare. Distribuția greutății și centrul de greutate se pot și ele schimba, de aceea pilotul trebuie să ajusteze constant comenzile pentru a ține avionul în echilibru.

### Tracțiunea
Tracțiunea este asigurată de sistemul de propulsie.
Valoarea tracțiunii depinde de mai mulți factori asociați sistemului de propulsie: tipul motorului, numărul de motoare, comanda motorului, viteza și înălțimea de zbor. În figura alăturată, cele două motoare ale avionului sunt dispuse sub aripi și orientate paralel cu fuzelajul, deci tracțiunea va acționa pe linia central longitudinală a fuzelajului. La unele avioane (de exemplu Hawker-Siddeley Harrier/Harrier) direcția tracțiunii poate varia în funcție de evoluția pe care o execută. De exemplu la decolare ea este orientată la un anumit unghi față de axa longitudinală a avionului, pentru a "ajuta" avionul să decoleze. Însă, la avioanele turboreactoare, deși gazele de ardere sunt evacuate în sens opus sensului de zbor, acest lucru face ca avionul să fie "împins" înainte, pe principiul acțiune–reacțiune descris de Newton: oricare forță de acțiune are o forță pereche, egală și de sens contrar, numită reacțiune.

### Rezistența la înaintare
Rezistența la înaintare (la mișcare) este forța aerodinamică care se opune oricărui corp ce se deplasează într-un fluid. Mărimea acestei forțe este influențată de mai mulți factori: forma aeronavei, densitatea și compoziția aerului, viteza.
Direcția acestei forțe este întotdeauna opusă direcției de zbor și se poate considera că ea „se concentrează” într-un singur punct, numit centru de presiune.

### Portanța
Portanța este forța care ține avionul în aer și trebuie înțeleasă în raport cu celelalte trei. Ea poate fi generată de orice parte a aeronavei, dar la un avion obișnuit portanța este datorată în special aripii și în particular formei specifice în secțiune a aripii. Portanța este o forță aerodinamică datorată "trecerii" unui obiect printr-un fluid. Ea acționează asupra centrului de presiune și este definită ca fiind perpendiculară pe direcția de curgere a fluidului.
Teoriile despre generarea forței portante au devenit surse de controverse și subiect de discuții aprinse. Deși explicația exactă și completă este destul de dificil de înțeles fără aparatul matematic adecvat, acest articol încearcă să expună principiile ei.

Curgerea în jurul unui profil aerodinamic

Schimbarea direcției sau vitezei unei curgeri de fluid generează o forță. Mai exact, portanța apare atunci când curgerea unui fluid este "întoarsă" de către un obiect solid. Când curgerea este deviată într-o anumită direcție, portanța apare în direcția opusă, în concordanță cu principiul acțiunii și reacțiunii al lui Newton. Dat fiind că aerul este un fluid, moleculele sunt libere în mișcare și orice suprafață solidă poate devia curgerea. Pentru o secțiune de aripă – numită profil aerodinamic – ambele sale suprafețe, de sus – extrados și respectiv de jos – intrados contribuie la întoarcerea curgerii. Luând în considerare doar una dintre suprafețe, ajungem la o teorie incorectă a portanței, de aceea ele se abordează împreună.
Când două obiecte solide interacționează într-un proces mecanic, forțele sunt transmise sau aplicate într-un „punct de contact”. Dar când un corp solid interacționează cu un fluid, lucrurile sunt mult mai greu de descris, datorită faptului că fluidul își schimbă forma. Pentru un solid care este imersat într-un fluid, punctul de contact este orice punct de pe suprafața solidului. Deci avem de a face cu o forță distribuită, adică cu o presiune.
Valoarea unei forței care acționează asupra unei suprafețe este egală cu presiunea înmulțită cu aria suprafeței respective. Presiunea este o unitate scalară legată de distribuția presiunii din fluid. O forță este o unitate vectorială, care are valoare și direcție, trebuie deci determinată direcția forței. Presiunea acționează perpendicular sau normal pe suprafața unui corp solid, deci direcția forței pe o suprafață foarte mică a obiectului este normală la suprafață. Direcția normală se schimbă de-a lungul profilului deoarece acesta are o suprafață curbată. Pentru a obține forța mecanică netă, peste întregul profil trebuie adunate contribuțiile componentelor tuturor suprafețelor mici ale obiectului. Este important de știut faptul că dacă presiunea pe o suprafață închisă este constantă, atunci nu există nicio forță rezultantă, deoarece suma tuturor forțelor mici pe direcțiile normale dă valoarea zero. (Pentru fiecare mică suprafață, există o altă mică suprafață a cărei normală este orientată în exact direcția opusă normalei primei suprafețe.)

Câmpul de presiuni în jurul unui profil aerodinamic

Pe un corp aflat într-un fluid în mișcare, viteza va avea valori diferite în puncte diferite de-a lungul suprafeței închise a corpului. Presiunea locală (dată de acele suprafețe forte mici de care vorbeam) fiind în relație directă cu viteza locală, rezultă de asemenea că ea va varia de-a lungul suprafeței închise. Însumând toate presiunile locale normale și înmulțind apoi cu suprafața exterioară totală a corpului va rezulta o forță. Componenta acestei forțe perpendiculară pe direcția de curgere a fluidului este numită forța portantă, iar componenta de-a lungul direcției de curgere se numește rezistența la înaintare. În realitate există o singură forță, cauzată de variația presiunii în jurul suprafeței corpului sau - vorbind de profile aerodinamice - este cauzată de diferența dintre presiunile de pe intradosul și respectiv extradosul profilului. Forța aerodinamică acționează într-un punct determinat de distribuția presiunilor, punct numit centrul de presiune.
Portanța este o forță mecanică, generată de interacțiunea și contactul dintre un solid și un fluid. Nu este generată de un câmp de forțe precum greutatea, care este generată de câmpul gravitațional, unde un corp poate interacționa asupra altui corp fără a fi în contact fizic propriu-zis. Pentru a avea portanță, corpul solid trebuie să fie în contact direct cu fluidul. Deci, dacă nu există fluid, nu există nici mișcare.
Pe de altă parte, portanța este generată de diferența de viteză dintre corpul solid și fluid. Trebuie să existe o mișcare între obiect și fluid. Deci dacă nu există mișcare, nu se poate vorbi de portanță. Nu are importantă dacă fluidul este în mișcare și corpul e static, sau dacă corpul se mișcă în fluid.
Factorii care influențează portanța sunt forma și dimensiunea obiectului, viteza și direcția sa principală de mișcare față de fluid, densitatea fluidului, compresibilitatea și viscozitatea sa.

## Părțile componente ale avionului și manevrarea sa
Forma exterioară a avionului, dimensiunile, motorizarea, organizarea structurală a componentelor sale îi influențează direct performanțele. Avionul este un aparat complex, alcătuit în mod normal din patru subsisteme:
1. structura de rezistență
2. sistemul de propulsie
3. echipamentele de bord și aparatele de comandă a zborului
4. instalațiile și mecanizarea aeronavei

În general, un avion este alcătuit din următoarele părți principale: aripa cu dispozitivele sale de sustentație, fuzelajul, ampenajele orizontal și vertical cu părțile lor mobile, trenul de aterizare și sistemul de propulsie. Părțile mobile ale avionului sunt: eleroanele, profundorul, direcția, flapsurile, voleții, frâna aerodinamică și compensatoarele.

Structura unui avion civil

Aparatura de bord este alcătuită din: sisteme pentru controlul zborului, sisteme pentru controlul funcționării motoarelor, sisteme de navigație aeriană, aparatură radio/radiolocație.
La avioanele militare se adaugă armamentul de bord, instalațiile de bombardament și dirijare a rachetelor, blindajul de protecție, acroșajele și aparatura adecvată misiunilor de luptă.
Acționarea comenzilor avionului se realizează prin intermediul instalațiilor hidraulice și pneumatice. Esențiale pentru zborul avionului sunt și instalațiile de alimentare cu combustibil și ulei, instalațiile electrice, de antigivraj (dezghețare), sanitară, de izolație termică și fonică, climatizare și comenzile agregatelor aeronavei, echipamentul de dirijare.
Comanda sistemului de propulsie și a comenzilor părților sale mobile asigură manevrarea aeronavei.
Comanda tracțiunii se realizează prin maneta de gaze care acționează sistemul de propulsie. Comenzile părților mobile sunt asigurate prin manșă, palonier, flapsuri, frâne etc. De exemplu, acționarea manșei înainte și înapoi comandă bracarea profundoarelor în sus și în jos, fapt care duce la o mișcare a avionului în sus sau în jos. Mișcarea manșei spre stânga sau dreapta comandă eleroanele de pe aripi, ducând la o mișcare de ruliu (rotație) în jurul axei longitudinale. Călcarea pedalelor palonierului spre stânga sau dreapta acționează direcția avionului în lateral. Ceea ce trebuie reținut este că manevrarea aeronavei se face prin acționarea combinată a diferitelor comenzi.

## Structura avionului

### Aripa
În zborul aerodinamic, bazat pe forța portantă, cea mai importantă parte a avionului este aripa.
Împreună cu ampenajele, aripa asigură sustentația, stabilitatea și manevrabilitatea avionului. În general, aripa este compusă din structura de rezistență, înveliș exterior, rezervoarele integrate de combustibil, aparatura hidro-pneumatică aferentă comenzilor. Sub aripă se instalează trenul principal de aterizare al avionului, sistemul de propulsie, acroșaje speciale rachete, bombe sau rezervoare lărgabile.
Forma în plan a aripii este extrem de diversificată, în funcție de destinația, rolul, dimensiunile, forma sau viteza avionului: aripa dreaptă (An-2, Cessna 172), aripă trapezoidală (F-22 Raptor), aripă în săgeată (A300, BAC 1-11, Su-27), aripă în săgeată cu geometrie variabilă (avionul multirol Tornado, bombardierul B-1 Lancer, MiG-23), aripă triunghiulară (F-16, MiG-21, Saab 37 Viggen), aripă delta gotic (Concorde) etc.

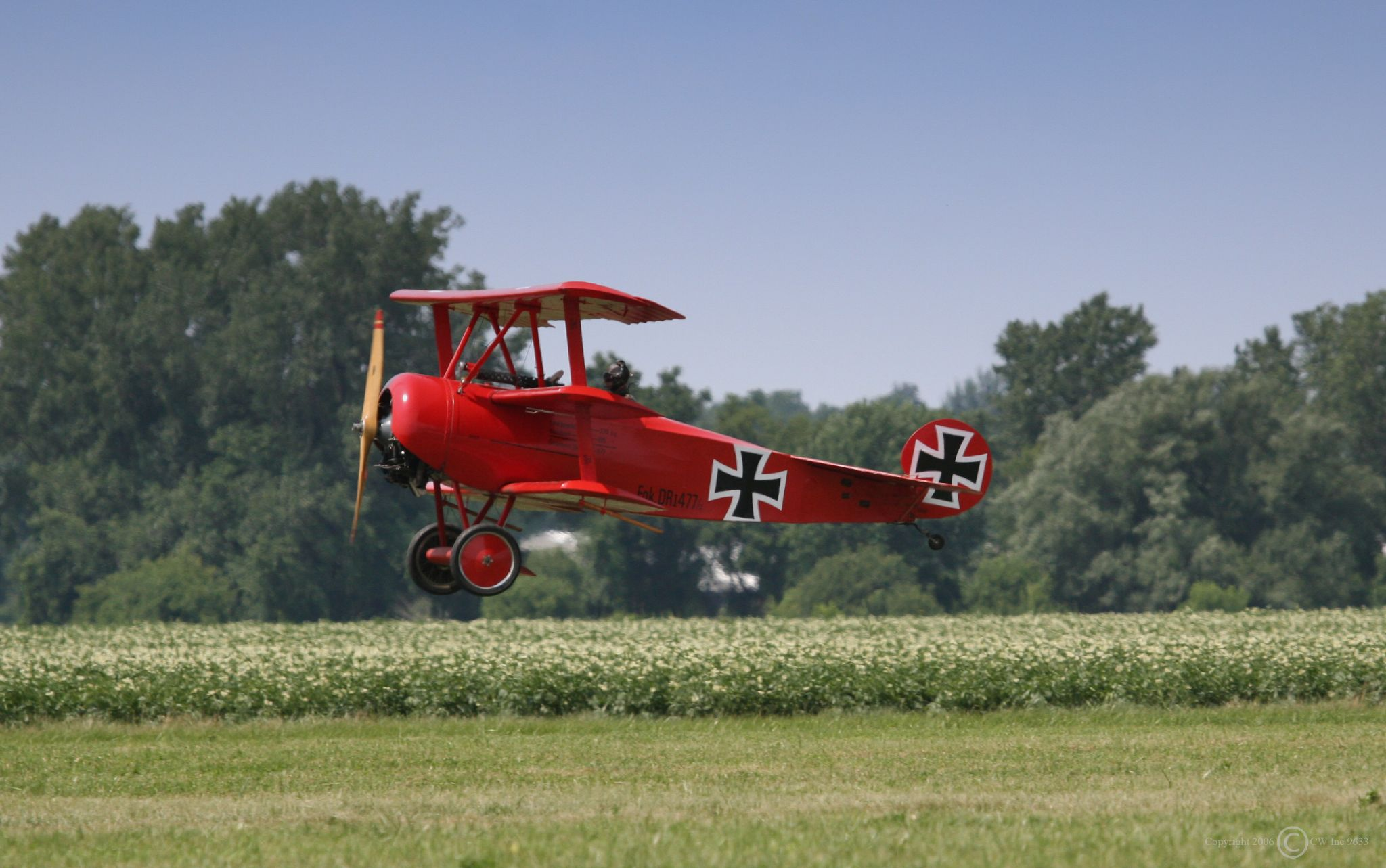
Triplan Fokker Dr.I
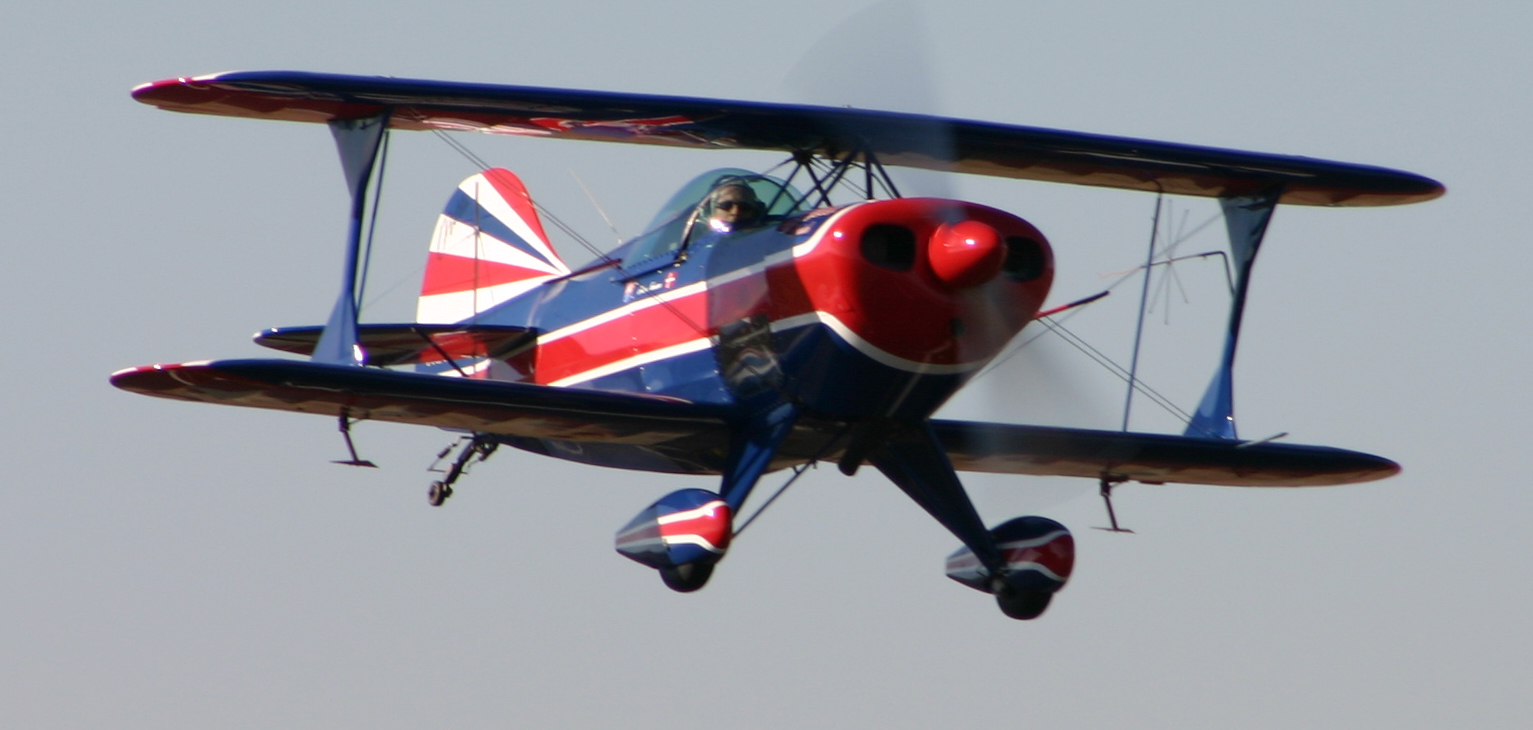
Biplan Pitts S1s
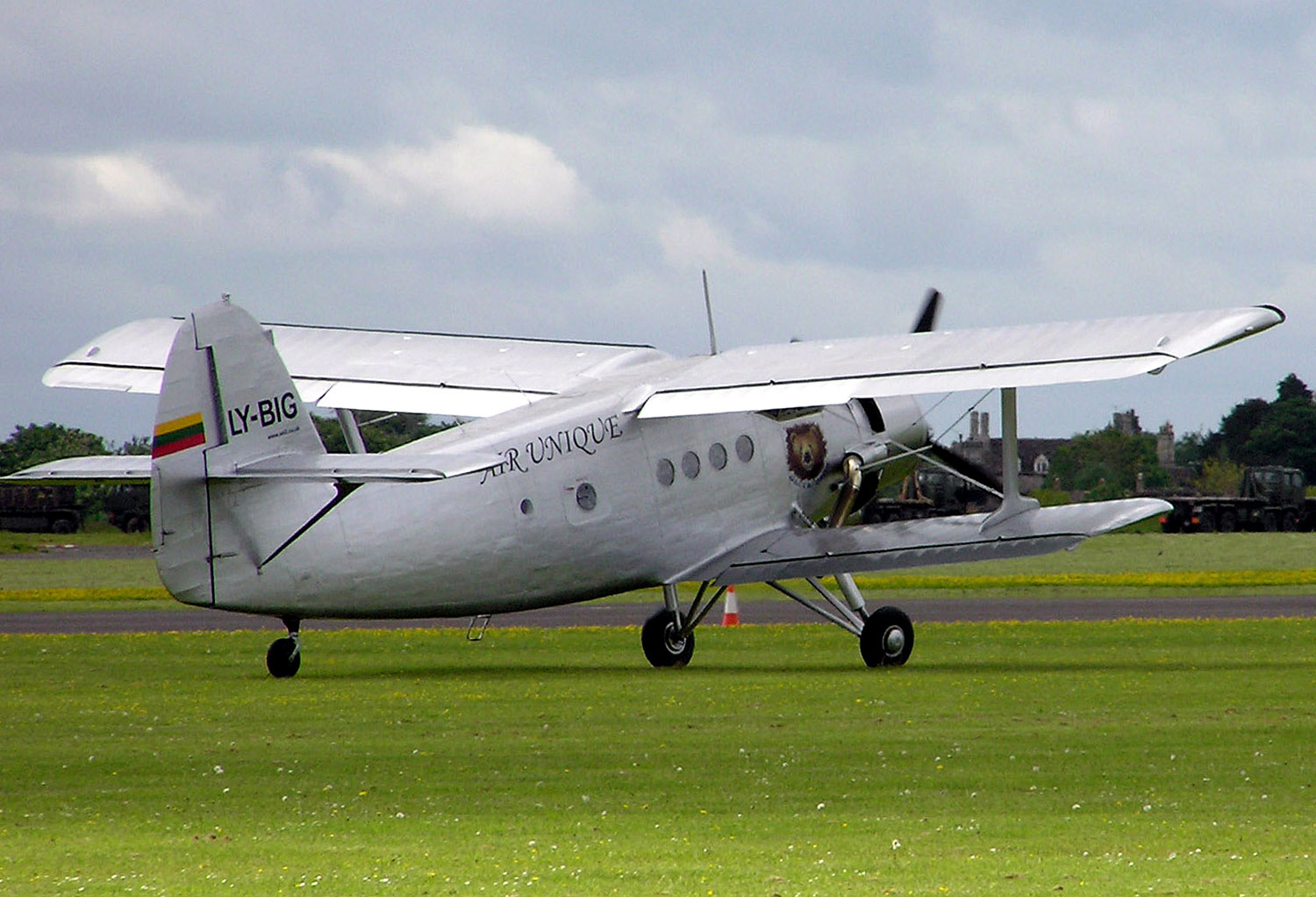
Biplan An-2 cu aripă dreaptă
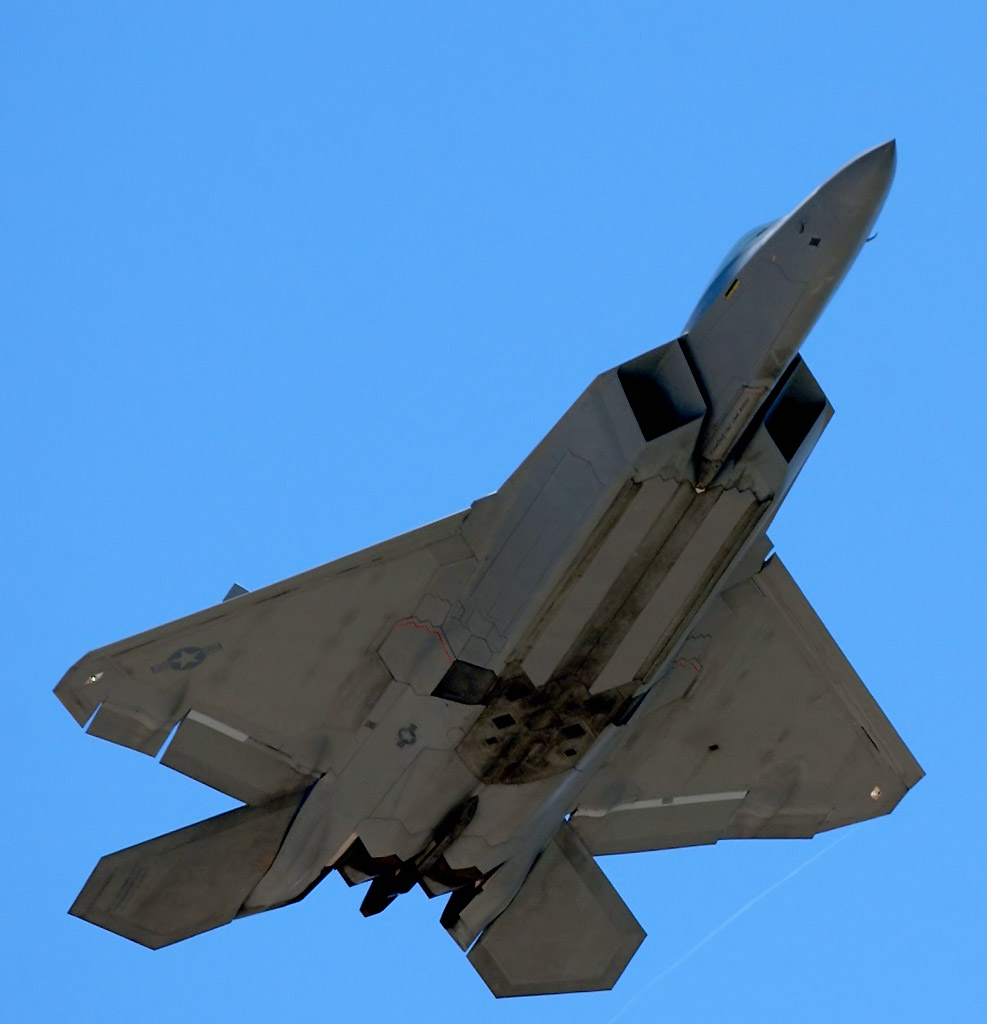
F-22: aripă trapezoidală
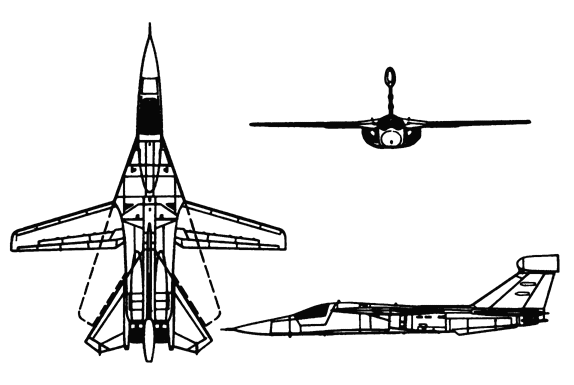
F-111: aripă în săgeată cu geometrie variabilă
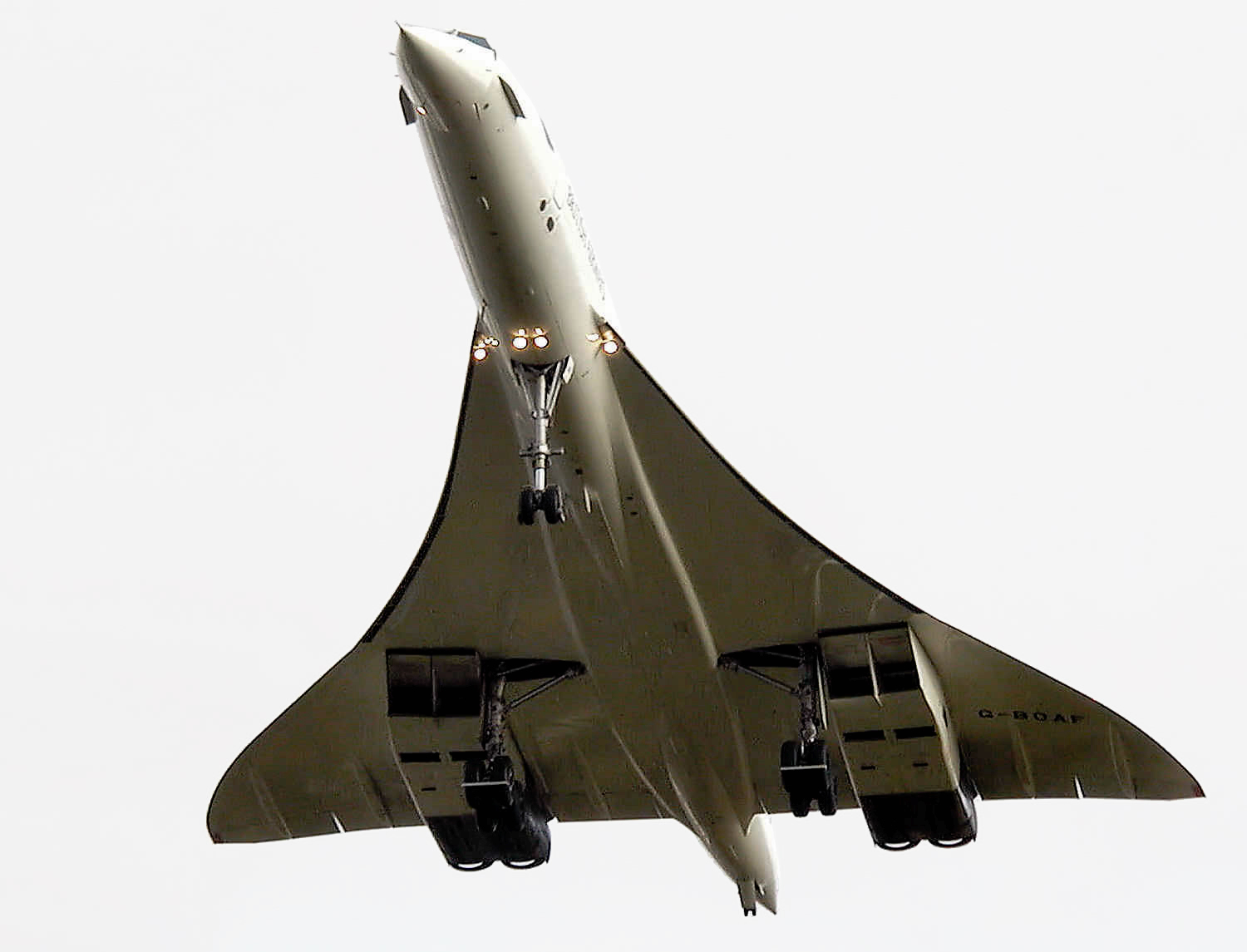
Concorde: aripă delta gotic

Elementele constructive ale unei aripi de avion obișnuite sunt: lonjeroanele, lisele, nervurile, panourile de înveliș și alte piese componente, de rigidizare (ex: montanți) folosite pentru transmiterea eforturile între aripă și fuzelaj sau între tronsoanele aripii.
Aripile cu cel puțin două lonjeroane, împreună cu învelișul formează chesonul de rezistență, care are sarcina de a prelua eforturile aerodinamice și mecanice la care este supusă aripa.

Cheson de rezistență

Componentele principale ale chesonului

Lonjeroanele sunt elemente de rigidizare așezate de-a lungul aripii, care preiau cea mai mare parte din forțele și momentele ce acționează asupra acesteia. Au aspectul unei grinzi consolidate alcătuite din tălpi (profile corniere) și inimă (platbandă), îmbinate între ele cu nituri. Sunt realizate de regulă din materiale rezistente la încovoiere și torsiune: duraluminiu, titan, oțeluri speciale.
Nervurile sunt elemente de rigidizare transversală a aripii, montate de obicei perpendicular pe bordul de atac al aripii. Nervurile au rolul de a păstra forma aripii și de a transmite solicitările aerodinamice la lonjeroane și lise. Pot fi nervuri simple sau nervuri de forță, acestea din urmă având rolul suplimentar de a prelua forțele concentrate datorate diverselor echipamente și instalații acroșate de aripi.
Lisele sunt elemente de rigidizare montate în lungul aripii cu rolul de a prelua solicitările axiale datorate încovoierii aripii. Ele trebuie să fie rezistente la întindere și compresiune și măresc rezistența învelișului la deformație. Sunt obținute tehnologic prin extrudare sau îndoire și sunt alcătuite din duraluminiu, aliaje pe bază de titan sau oțel inoxidabil.
Învelișul aripii are rolul de a menține forma sa și este realizat din tablă de duraluminiu sau aliaje pe bază de titan, magneziu etc. Învelișul este solicitat la eforturi de încovoiere și răsucire. Ele sunt prinse de celelalte elemente prin nituri. Dacă distanța dintre lise este mică, pentru rigidizarea învelișului se folosește tablă ondulată. Îmbinarea tablei ondulate cu învelișul se poate face prin metoda sudurii, nu prin nituire. Dacă aripa are grosime mică, învelișul se poate realiza prin panouri monolit. Construcția unei astfel de aripi se realizează prin îmbinarea panourilor dintr-o singură bucată. La aripile cu grosime foarte mică, spațiul interior nu mai cuprinde elemente de rigidizare, ci este umplut cu structură de tip fagure sau cu alt material compozit, rezultând o structură compactă, cu rezistență mecanică mare.

### Fuzelajul
Fuzelajul (din franceză fuselage) este partea aeronavei în care este plasată cabina piloților, cabina pasagerilor, încărcătura de transport și cea mai mare parte a echipamentelor și instalațiilor de bord. El reprezintă corpul central de care se leagă aripile, ampenajele și trenul de aterizare. Fuzelajul trebuie să aibă o rezistență la înaintare minimă. De aceea forma sa trebuie să fie aerodinamică, să aibă cât mai puține proeminențe, suprafața "spălată" de curentul de aer să fie bine finisată și cu cât mai puține ondulații.
Fuzelajele tip cocă sunt cele mai folosite în prezent în construcția aerospațială, ele s-au impus definitiv odată cu apariția motoarelor turboreactoare. Elementele principale ale fuzelajelor de tip cocă sunt: structura longitudinală formată din lonjeroane și lise, structura transversală formată din cadre, și învelișul rezistent.

Structura fuzelajului

Se folosesc în prezent la aeronave două tipuri de fuzelaje tip cocă:
- semimonococă cu structură formată din lonjeroane puternice și dintr-o rețea rară de lise și înveliș subțire
- semicocă, structura constând dintr-o rețea deasă de lise, lonjeroane false (lise rigidizate) și înveliș subțire.

Fuzelajele tip cocă sunt rigidizate cu ajutorul unor pereți și podele care formează împreună cu restul structurii diverse compartimente folosite pentru amplasarea echipamentelor și instalațiilor de bord, pentru depozitarea încărcăturii de transport.

### Ampenajele

Structura unui ampenaj orizontal văzut „de sus”

Ampenajele sunt dispozitive care reprezintă pentru aeronavă organele de echilibru, stabilitate și comandă. După modul cum sunt construite depinde în mare măsură capacitatea de manevră a aeronavei. Au părți fixe și părți mobile (cele mobile fiind comandate de pilot), situate de obicei în partea din spate a fuselajului, care asigură echilibrul avionului, măresc stabilitatea și manevrabilitatea și permit schimbarea direcției de zbor.
Se compun de regulă din:
- ampenajul orizontal, format din stabilizator (partea fixă) și profundor (partea mobilă), servind la orientarea și dirijarea aeronavei în plan vertical;
- ampenajul vertical, format din derivă (partea fixă) și direcție (partea mobilă), servind la orientarea și dirijarea avionului în plan orizontal.

La aeronavele supersonice se instalează câteodată două ampenaje verticale, iar stabilizatorul are numai parte mobilă, fiind realizat dintr-o singură bucată. În configurația clasică stabilizatorul este plasat în spatele aripii, dar la avioanele de vânătoare moderne poate apărea în fața sa, rezultând așa-zisa configurație canard („rață”) (de exemplu la Eurofighter).

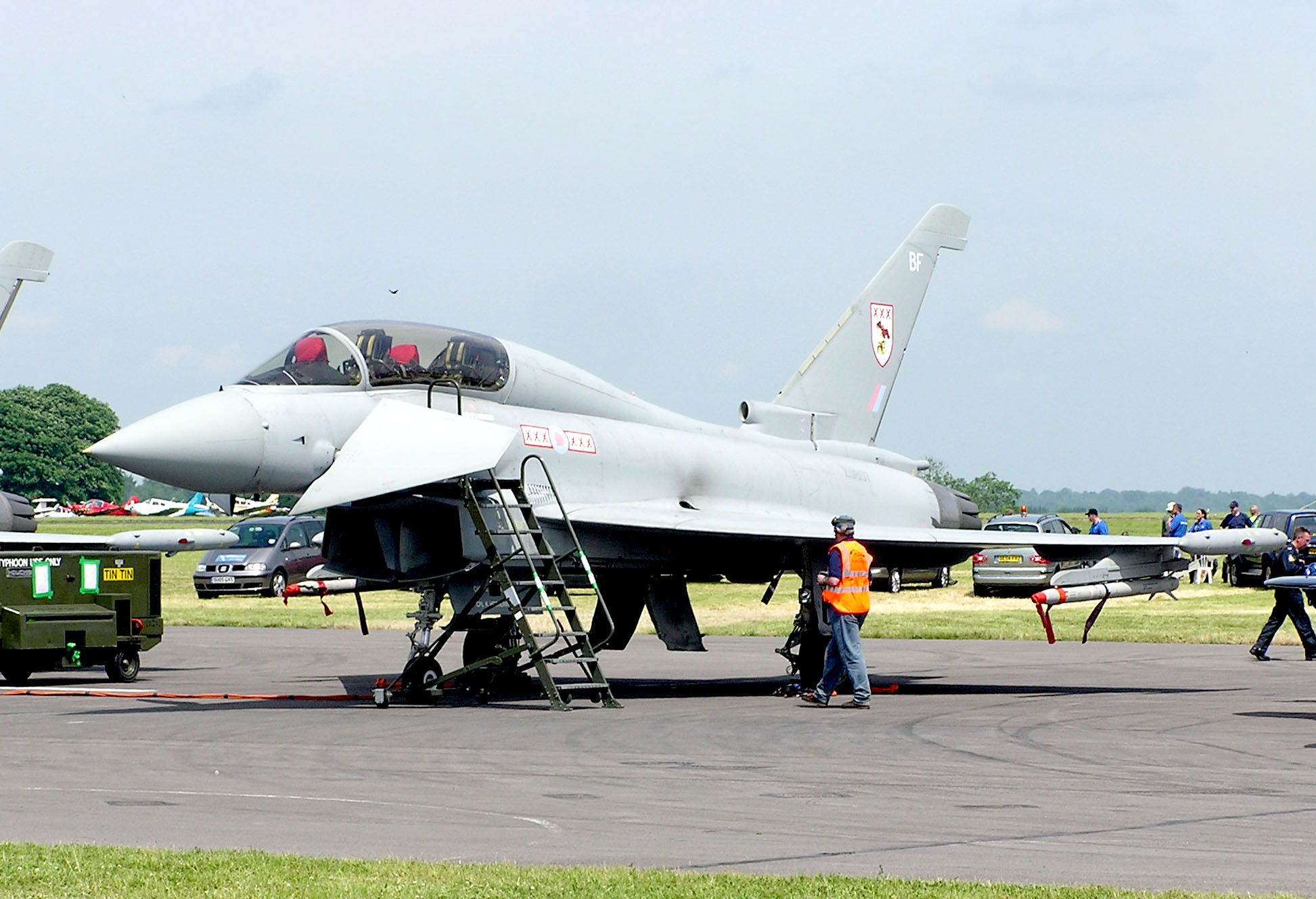
Eurofighter: stabilizator configurație canard („rață”)
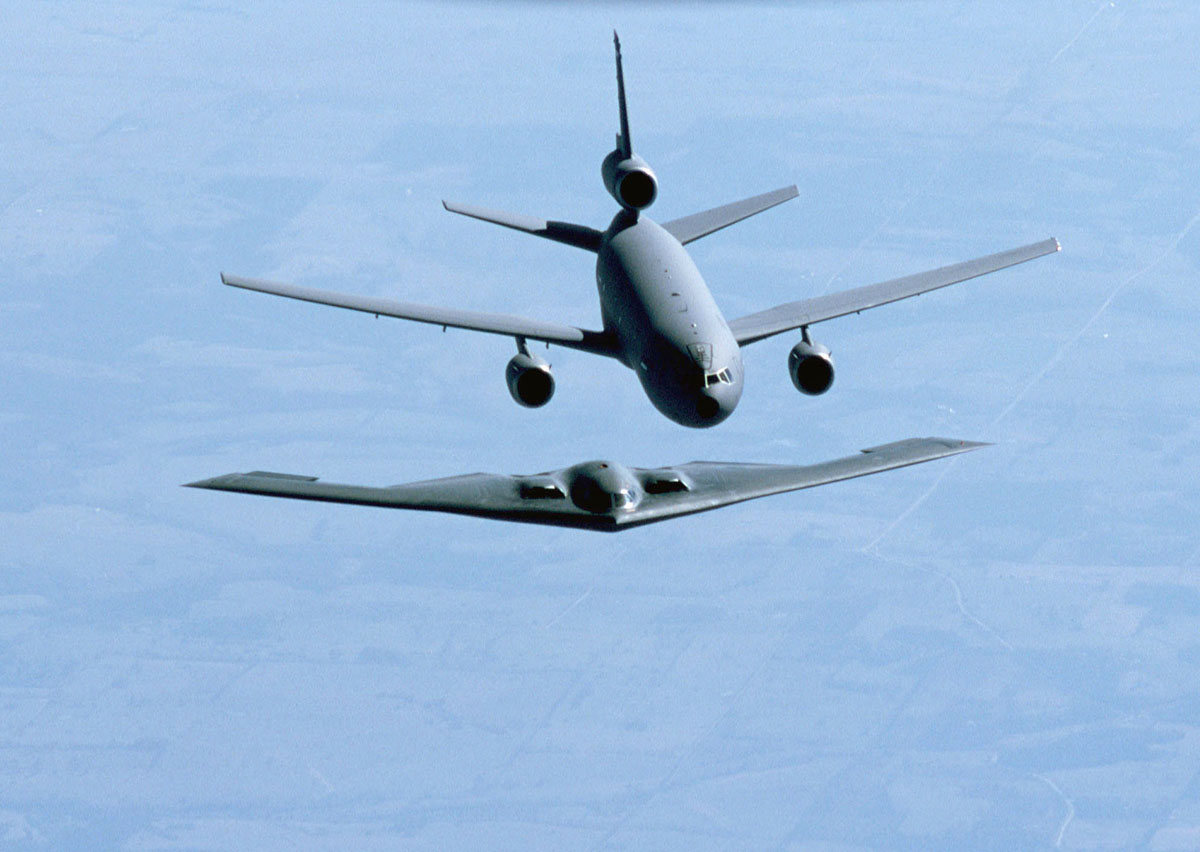
Se observă diferența dintre avionul-cisternă KC-10 Extender cu ampenaje standard și bombardierul fără ampenaje (BWB - Blended Wing Body) B-2 Spirit

La alte avioane moderne ambele ampenaje pot lipsi, aripa preluând în totalitate rolurile de stabilizare și comandă (de exemplu la B-2 Spirit), prin folosirea suprafețelor de comandă numite eleroane.
Construcția ampenajelor respectă în general schemele de construcție ale aripii.

## Sistemul de propulsie
În general sistemele de propulsie ale unei aeronave se compun din:
- motoare
- elice (sau ventilator, după caz)
- sistem de răcire
- sistem de admisie
- sistem de ungere
- sistem de evacuare
- demaror (starter)
- comenzi ale motoarelor

Rolul sistemului de propulsie este de a asigura tracțiunea avionului. În prezent există o mare diversitate de motoare de aviație cu combustibil chimic; iată o scurtă clasificare după modul în care se realizează tracțiunea:

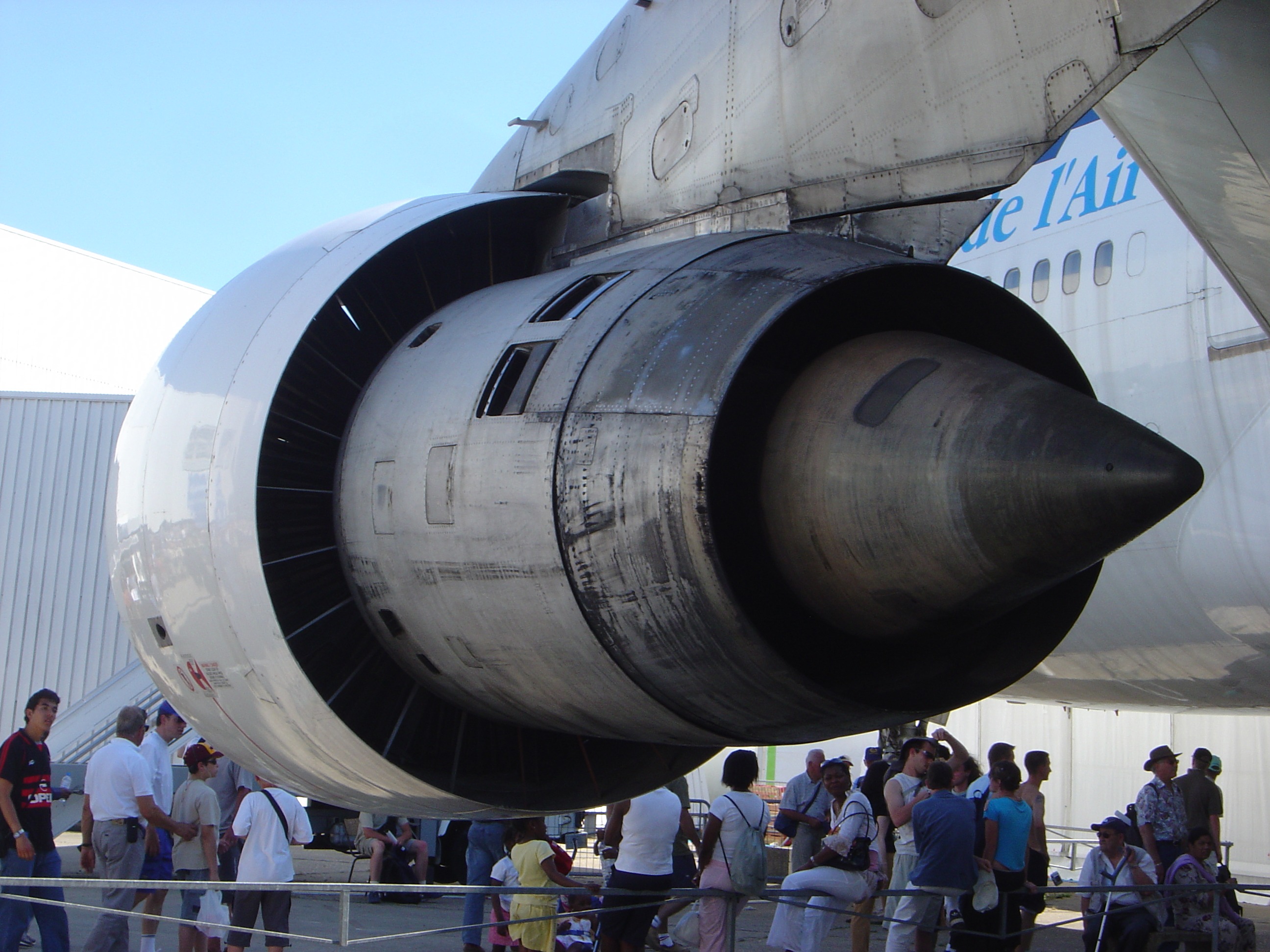
Turboventilator la Boeing 747
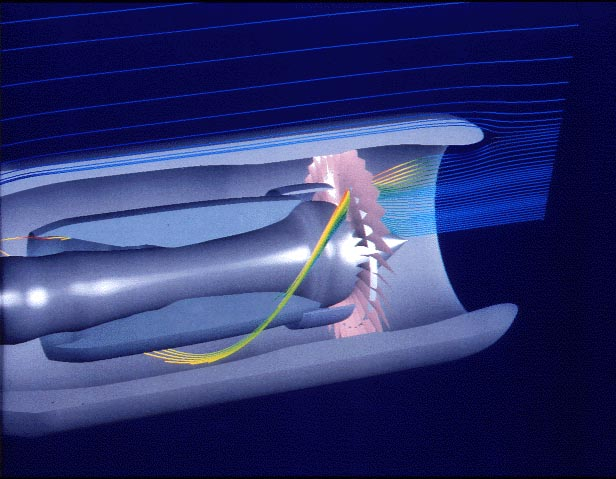
Simularea curentului de aer dintr-un motor cu reacție
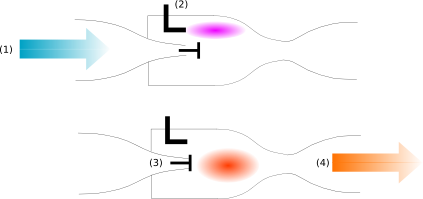
Pulsoreactor
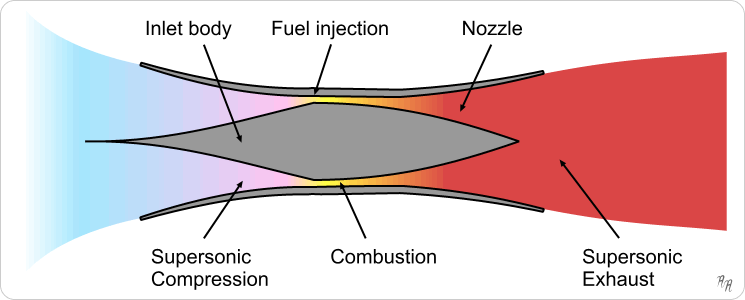
Statoreactor cu ardere supersonică (scramjet)

- motoare cu piston (cu elice)
- motoare aeroreactoare
  - motorul turboreactor
  - motorul statoreactor
    - cu ardere subsonică - ramjet
    - cu ardere supersonică - scramjet

  - motorul pulsoreactor
  - motorul motoreactor
- motoare cu tracțiune combinată
  - motorul turbopropulsor
  - motorul turboreactor cu dublu-flux (turboventilator)
  - motorul cu piston cu evacuare reactivă
- motoare rachetă
  - motoare rachetă cu combustibil lichid
  - motoare rachetă cu combustibil solid

În continuare sunt prezentate două dintre cele mai utilizate motoare în prezent: motorul simplu reactor (MTR) și motorul reactor cu dublu flux (MTRDF).
Motorul turboreactor este motorul care echipează în prezent aeronavele care zboară la altitudini mari și viteze peste 0,6 Mach. Principiul său de funcționare este următorul: aerul care intră prin dispozitivul de admisie este comprimat de către compresor, intră în camera de ardere unde formează împreună cu combustibilul injectat amestecul de gaze de ardere și are loc arderea propriu-zisă. Gazele arse trec apoi prin turbină, unde are loc destinderea lor parțială prin rotație, apoi trec prin ajutajul reactiv și ies din sistem cu o energie cinetică mult mai mare decât cea de intrare, asigurând astfel componenta de tracțiune a avionului. Eventual, la avioanele supersonice putem întâlni sistemul de postcombustie. Acesta se află încorporat în sistemul de evacuare și are rol de a injecta o nouă doză de combustibil în amestecul de gaze arse provenit din camera de ardere. Noul amestec mai arde o dată, rezultând o creștere considerabilă a tracțiunii.
Motoarele turboreactoare cu dublu flux - denumite generic turboventilatoare - sunt de fapt turboreactoare modificate. Ele se caracterizează prin existența a două fluxuri de curgere paralele: unul secundar, de aer, antrenat de un ventilator montat pe același ax cu compresorul de joasă presiune a turbinei, care îmbracă fluxul de aer primar (interior) format din gaze de ardere. Tracțiunea MTR-DF este suma tracțiunilor rezultate de cele două fluxuri. Nu trebuie uitat că ventilatorul are rol de propulsie, funcționând ca o elice. Un sistem MTR-DF este prezentat în desenele alăturate.
Trebuie menționat faptul că motoarele turboreactoare cu dublu flux sunt cele mai răspândite tipuri de motoare de aviație, echipând cea mai mare parte din avioanele civile și o bună parte din avioanele militare.

### Exemple de motoare MTR
- General Electric J79 (echipează aeronavele F-4 Phantom și B-1 bomber)
- Rolls-Royce Viper (echipează Soko Orao 2,I.A.R. 93,I.A.R. 99 Soim,Aermacchi MB.326)

### Exemple de motoare MTR-DF
În domeniul civil:
- SNECMA-GE CFM-56 (echipează Boeing 737, Airbus A318, A319, A320, A321)
- General Electric GE90 (Boeing 777)
- CF6 (A300, A310, A330, Boeing 747)
- Pratt & Whitney JT9D (B747, Boeing 767, A300, A310)
- W4000 (B777, A330)
- PW6000 (A318)
- Rolls-Royce Trent 500-900 (pentru aproape toate tipurile de Boeing și Airbus civile).

În domeniul militar:
- General Electric F110 (F14, F15, F16)
- F103/CF6 (Air Force One, B767 AWACS)
- F404 (F/A-18, F117, A-4 Skyhawk)
- Rolls-Royce EJ200 (Eurofighter Typhoon)
- Pegasus (Boeing-BAe Harrier)
- Snecma M53 (Mirage 2000)
- M88 (Rafale).

## Clasificarea avioanelor
Există multe criterii de clasificare a aeronavelor (unele însă destul de subiective). Urmează câteva dintre ele, exemplificând, fără a lua în considerație elicopterele, dirijabilele, avioanele ultraușoare sau cele fără structură de rezistență.
Un prim criteriu este după destinația lor:

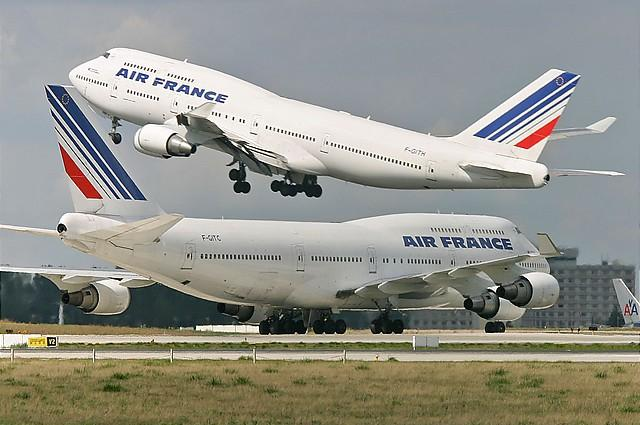
Boeing 747: avion de pasageri
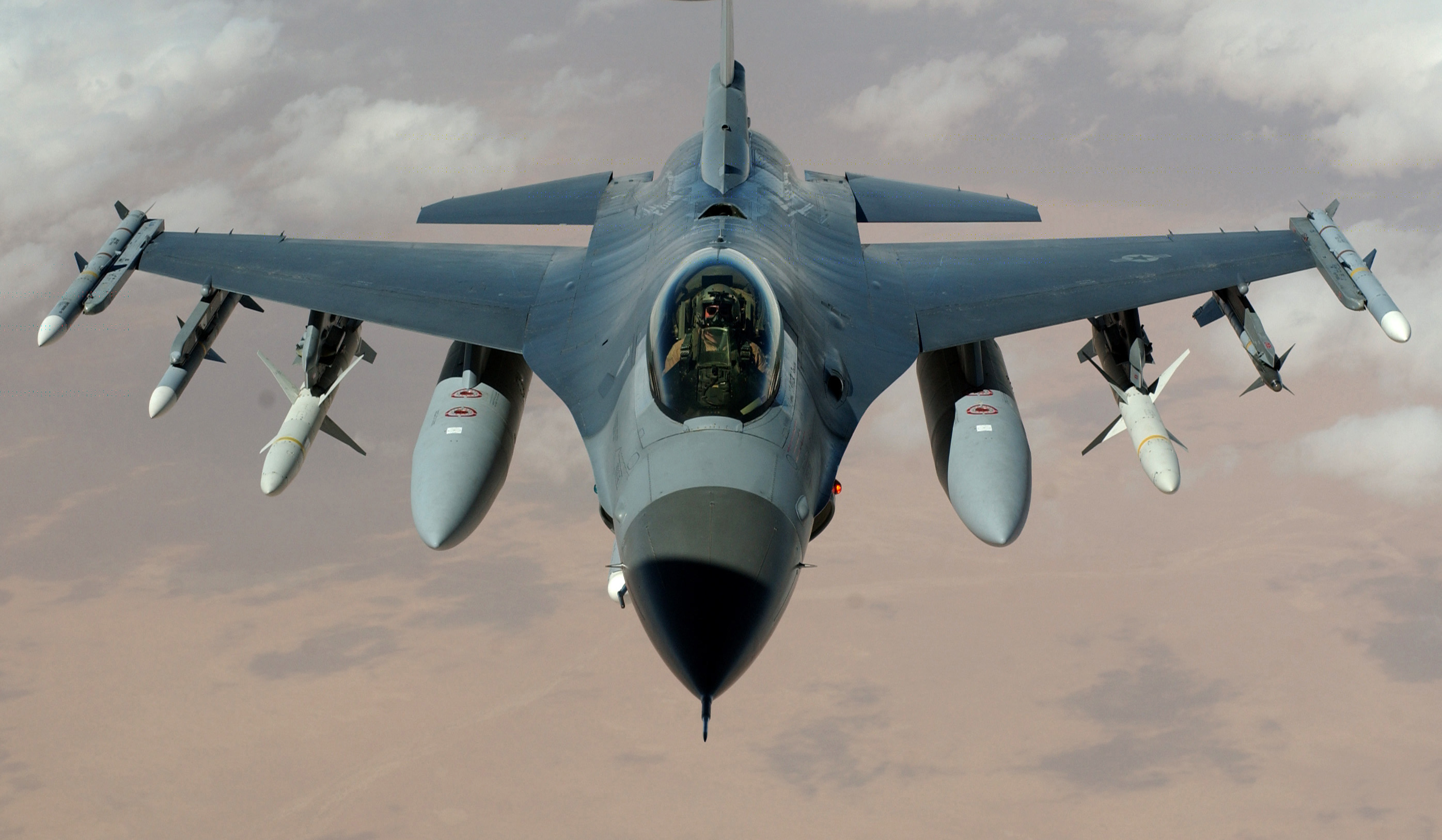
F-16: avion de luptă

- aeronave cu destinație civilă (Boeing 747, Airbus A300, Antonov AN-2, Dassault Falcon, Concorde)
- aeronave cu destinație militară: construite și înarmate în vederea executării unei misiuni de luptă (F-16, MIG-21, Suhoi SU-27, Dassault Rafale, IAR 93)
- aeronave cu destinație specială (Northrop-Grumman RQ-4 Global Hawk, AeroVironment Pathfinder, Helios)

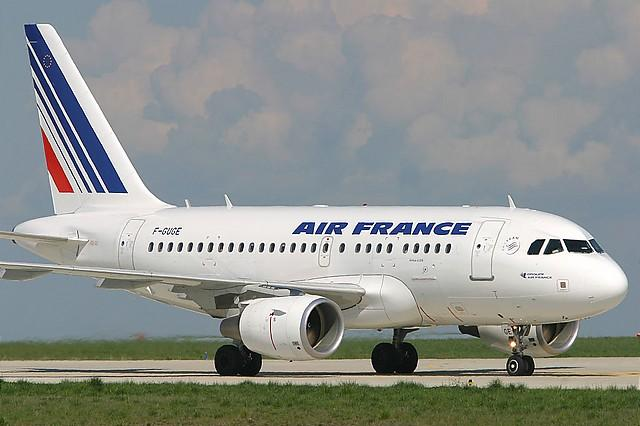
Airbus A318: scurt-curier
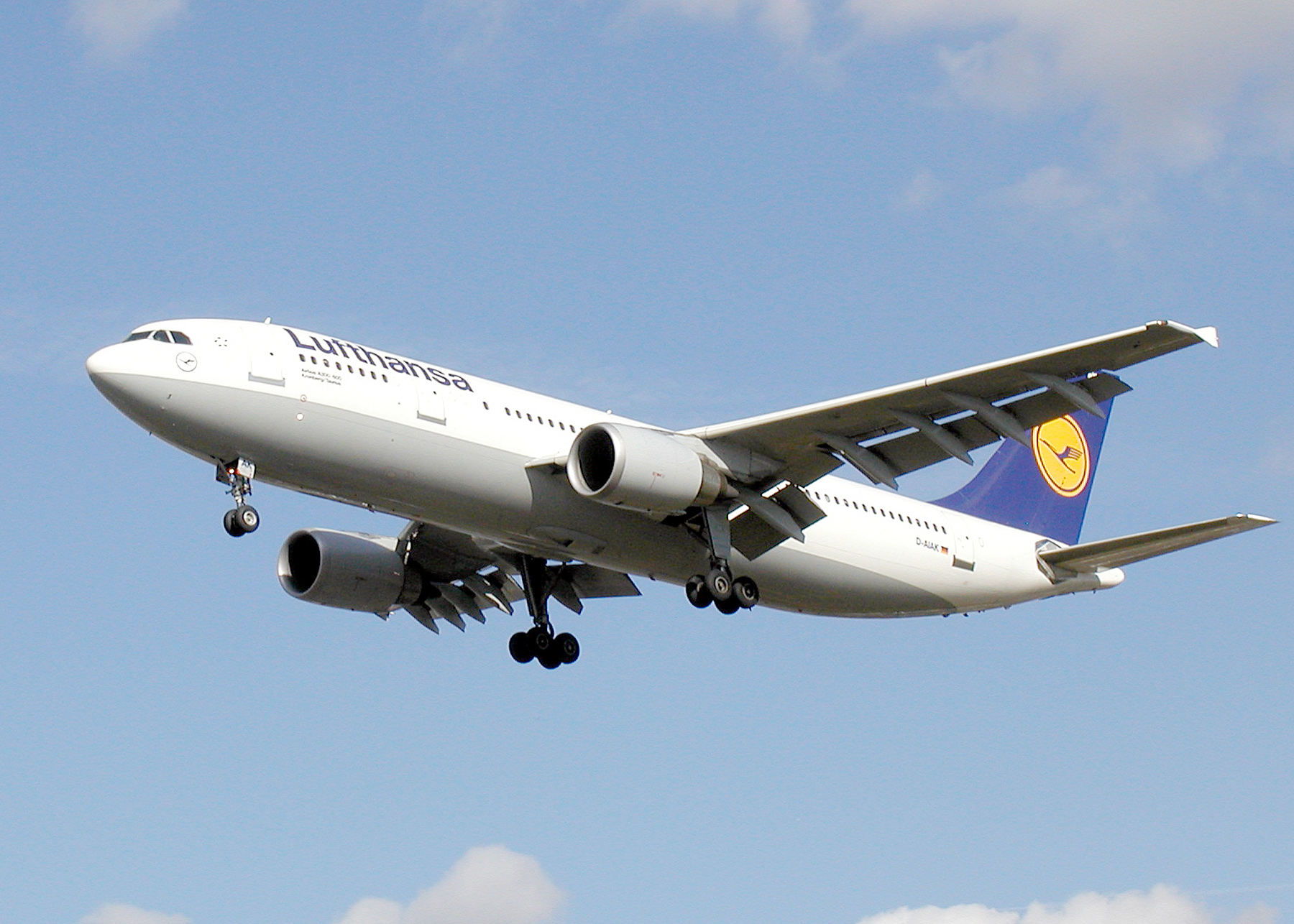
Airbus A300: mediu-curier
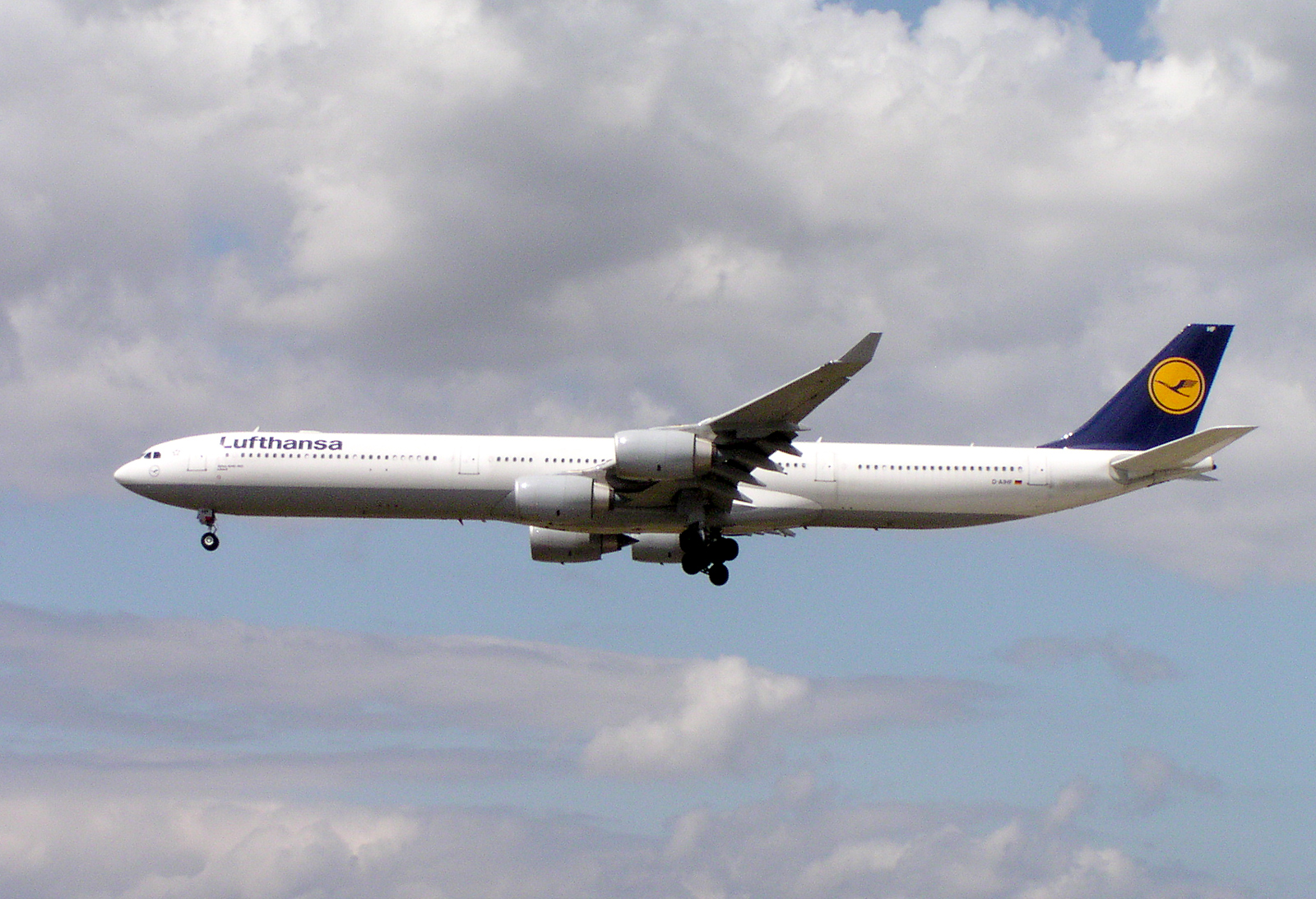
Airbus A340-600: lung-curier

Aeronavele cu destinație civilă sunt folosite pentru transportul pasagerilor, al mărfurilor sau aeronavele utilitare. Din punct de vedere al distanței de zbor, ele se clasifică în aeronave pentru:
- distanțe scurte – scurt-curiere (Airbus A318, Embraer ERJ-145)
- distanțe medii – mediu curiere (Airbus A300, Boeing 737, BAe, BAC 1-11)
- distanțe mari – lung-curiere (Boeing 747, Airbus A340, Concorde)
- transport cargo -( Antonov AN-124),

Multe linii aeriene împart avioanele cu destinație civilă în alte două categorii din punct de vedere operațional:
- avioane regionale - avioane de capacitate redusă, pentru curse scurte, din orașe mici, către un punct central, deseori operate de o sucursală sau un partener al liniei aeriene : Embraer ERJ 135, Bombardier Canadair CRJ 200, Avro RJ, Fokker F100 etc.
- avioane de linie principală, capabile de capacități și distanțe mai mari, cu servicii oferite direct de linia aeriană : toate modelele civile Airbus și Boeing, Tupolev 154, Il-96, etc.

Aeronavele cu destinație militară se subclasifică din punctul de vedere al misiunii specifice:

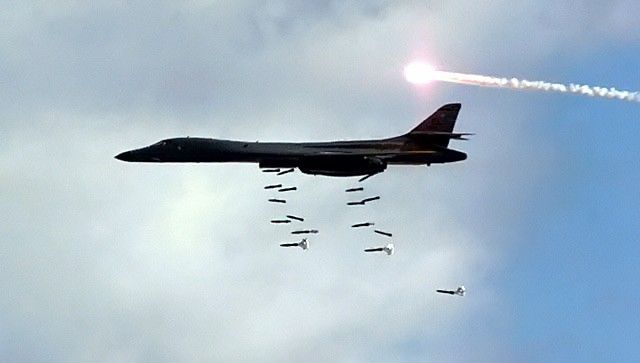
B1-B: bombardament
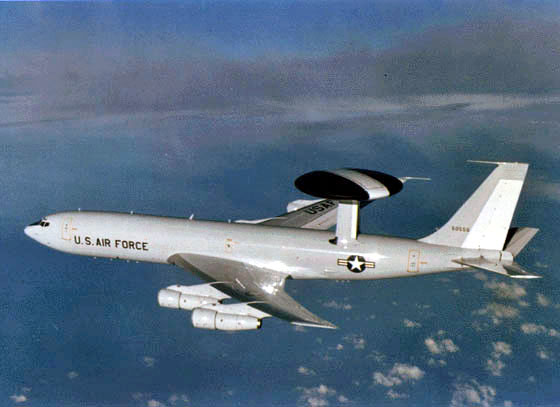
E-3 Sentry AWACS: cercetare și supraveghere aeriană
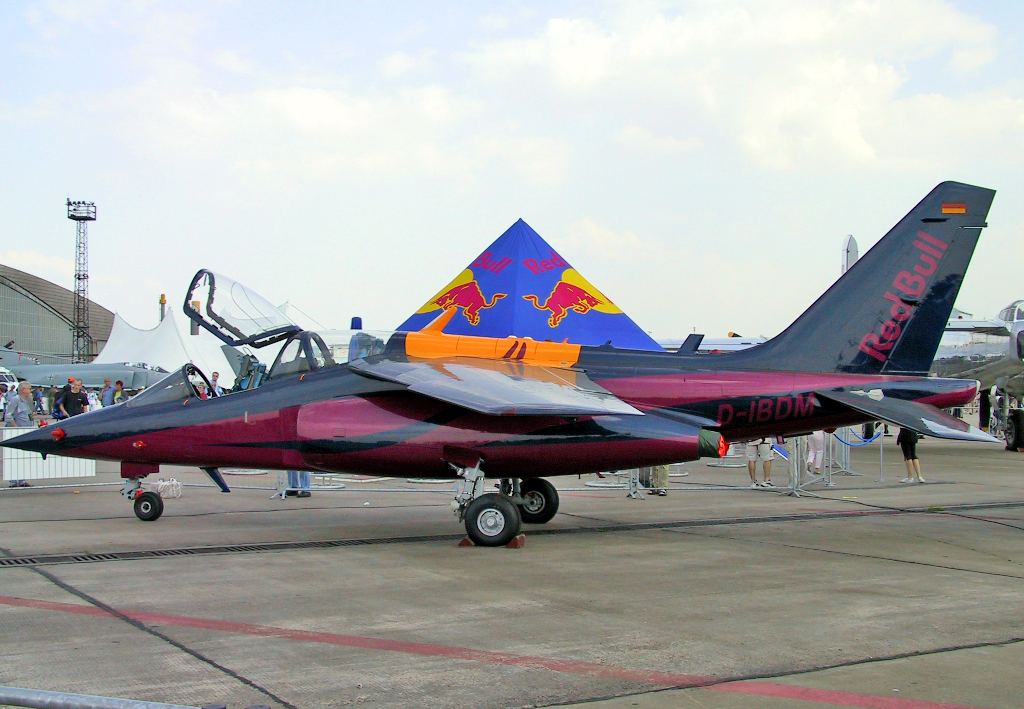
Alpha Jet: antrenament/școală
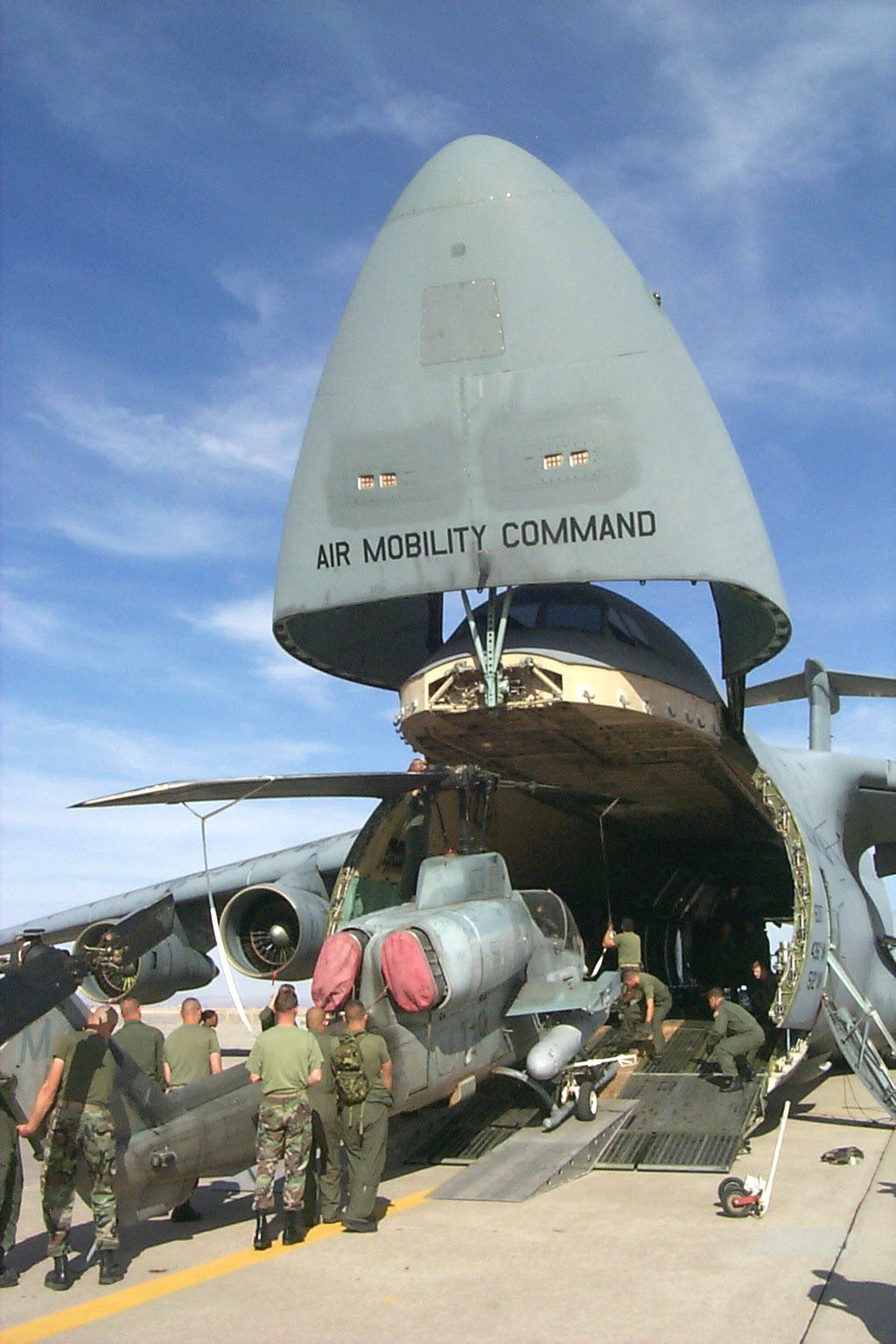
C-5 Galaxy: transport strategic greu
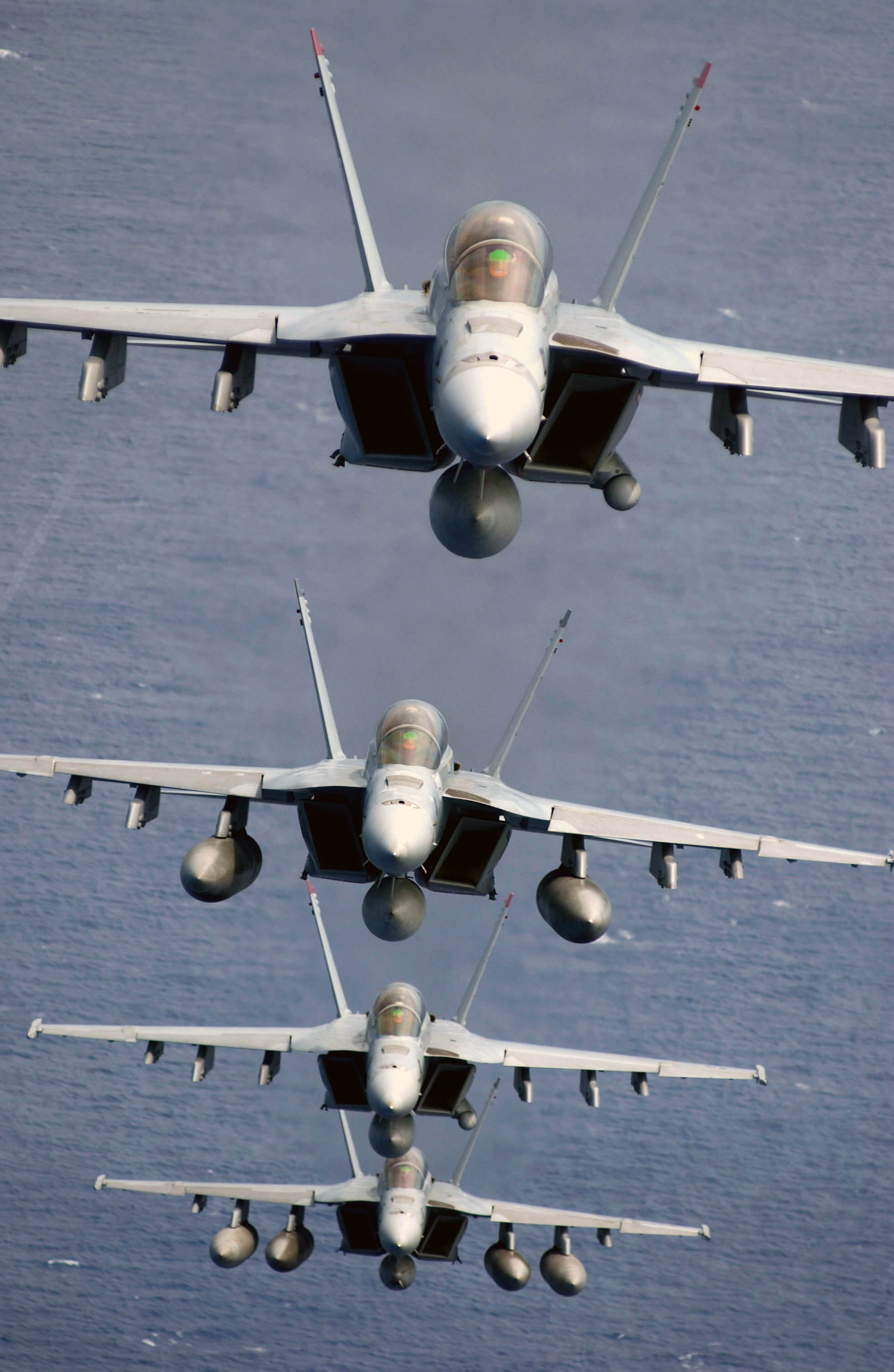
F-18E Super Hornet: multirol
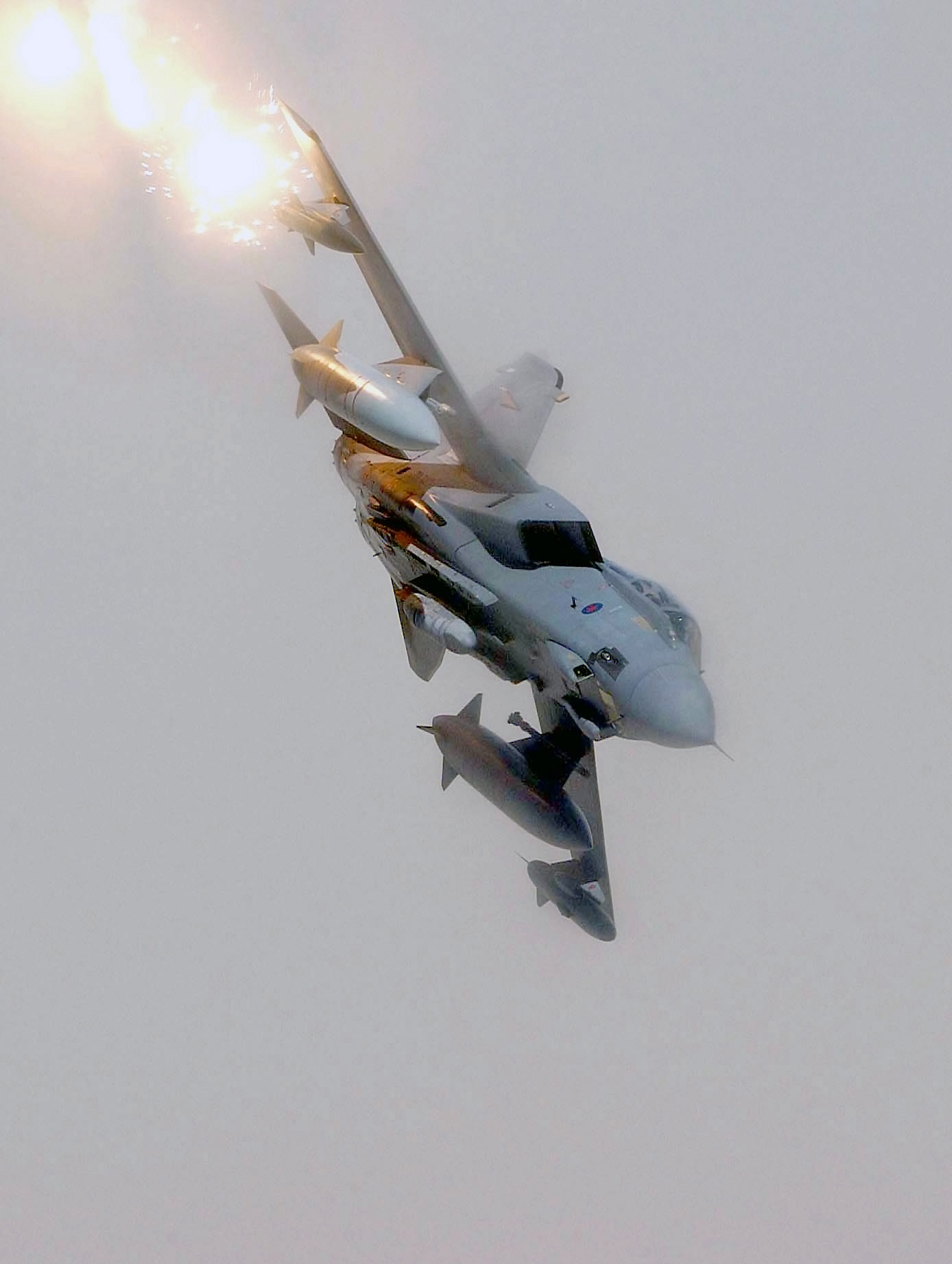
Panavia Tornado: multirol

- vânătoare-interceptare : destinate pentru anihilarea prin luptă aeriană a avioanelor inamice (MIG-31, SU-27, Rafale, Mirage 2000, F-14 Tomcat, F-15 Eagle, F-16 Falcon, F/A-18 Hornet). Acestea sunt ușor de manevrat, cu viteză mare de zbor și înarmate cu tunuri automate și proiectile reactive.
- bombardament (numite și bombardiere): destinate pentru lovirea cu bombe a obiectivelor terestre sau maritime, (Rockwell B-1, Northrop-Grumman B-2, Boeing B-52)
- cercetare și supraveghere aeriană: destinate pentru executarea cercetării aeriene și sunt dotate cu aparatură fotografică și cu alte mijloace tehnice speciale (de radiolocație, de televiziune) (Northrop-Grumman EA-6B, SR-71 Blackbird, Boeing 767 AWACS)
- cercetare-corectare: pentru cercetarea și corectarea focului artileriei
- antrenament/școală (Boeing-Douglas T-45 Goshawk, Dassault-Dornier Alpha Jet, Mirage F1, IAR 99 Șoim)
- transport și tehnică de luptă (Lockheed C-5 Galaxy, C-130 Hercules, Boeing-Douglas C-17 Globemaster, Airbus/EADS A400 M)

În general insă, avioanele militare au misiuni multirol, de exemplu: vânătoare-intercepție-strategie-bombardament (F-16, F/A-18, MIG-29, Tornado, Saab-39 Gripen, Rafale).
Aeronavele cu destinație specială sunt utilizate pentru cercetare sau experimentare. Tot în această categorie se încadrează aeronavele experimentale ale căror soluții constructive de natură aerodinamică sau tehnologică urmează a fi implementate la viitoarele aeronave de serie.
După sistemul de propulsie, aeronavele se clasifică în:
- aeronave cu elice (AN-2, Cessna 172, ZLIN Z-142)
- aeronave cu reacție (Boeing 747, A340, MIG-21, F-16, AN-124, Concorde)
- aeronave cu elice și reacție (turbopropulsor) (ATR-42, C-130 Hercules)

Din prima categorie fac parte aeronavele echipate cu motoare clasice cu piston și elice, din cea de-a doua categorie aeronavele cu motoare turboreactoare, iar din ultima, cele echipate motoare turbopropulsoare.
După numărul de motoare, aeronavele se clasifică în:

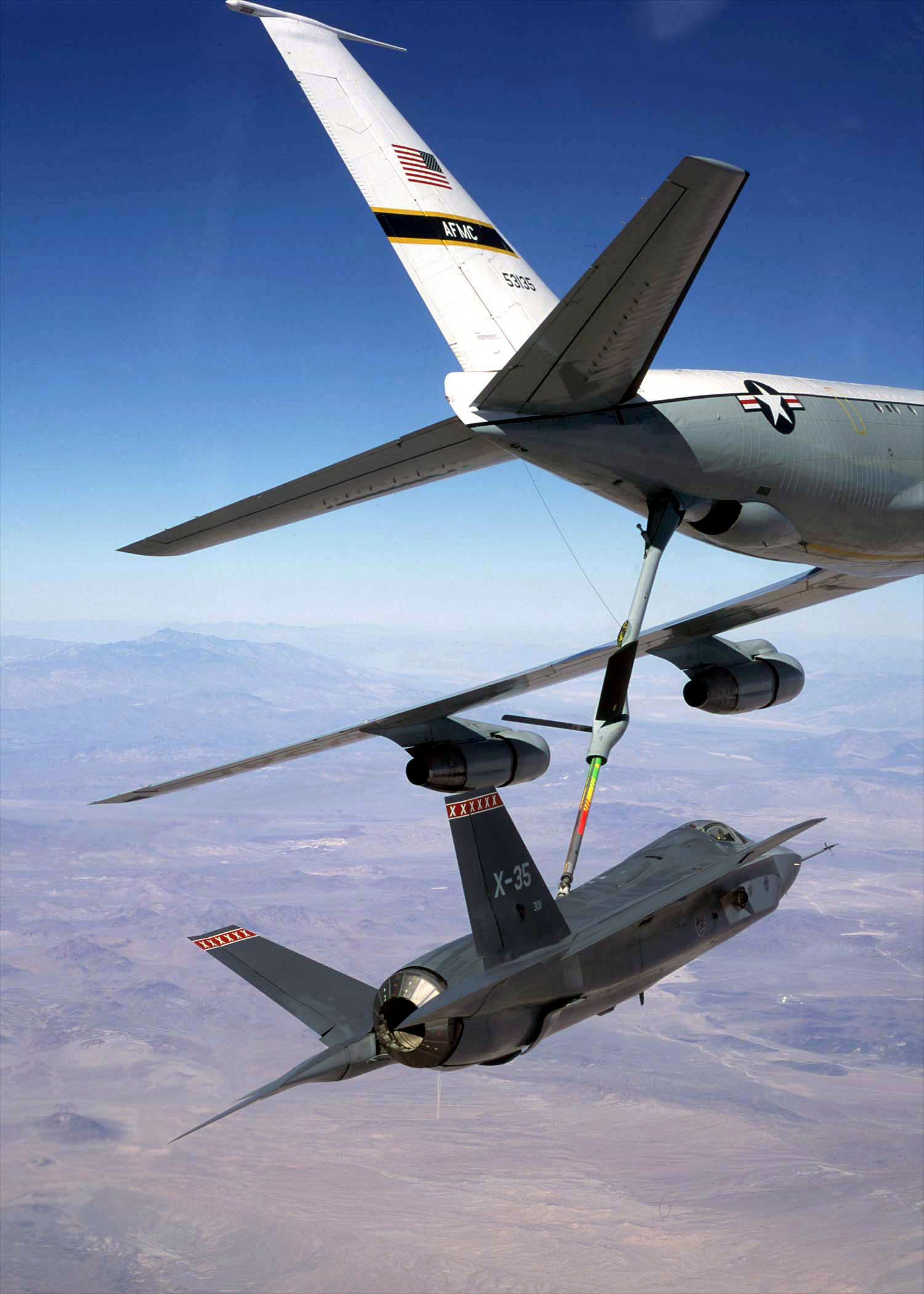
F-35 Joint Strike Fighter: monomotor
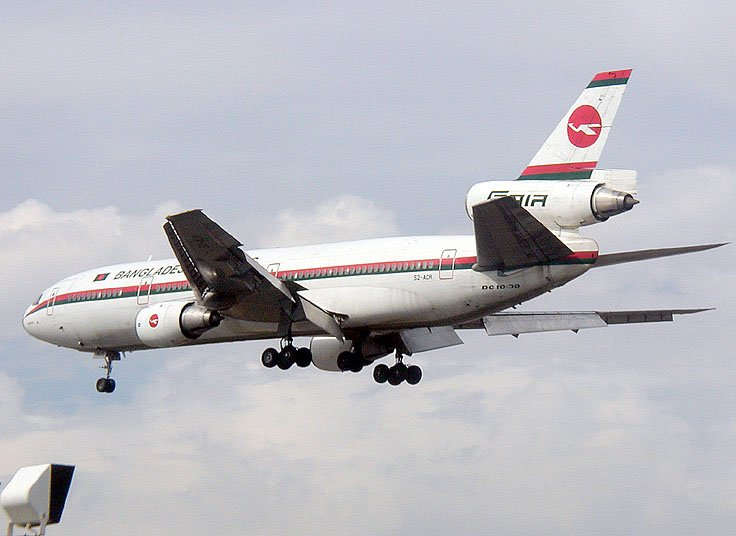
McDonnell-Douglas DC-10: trimotor
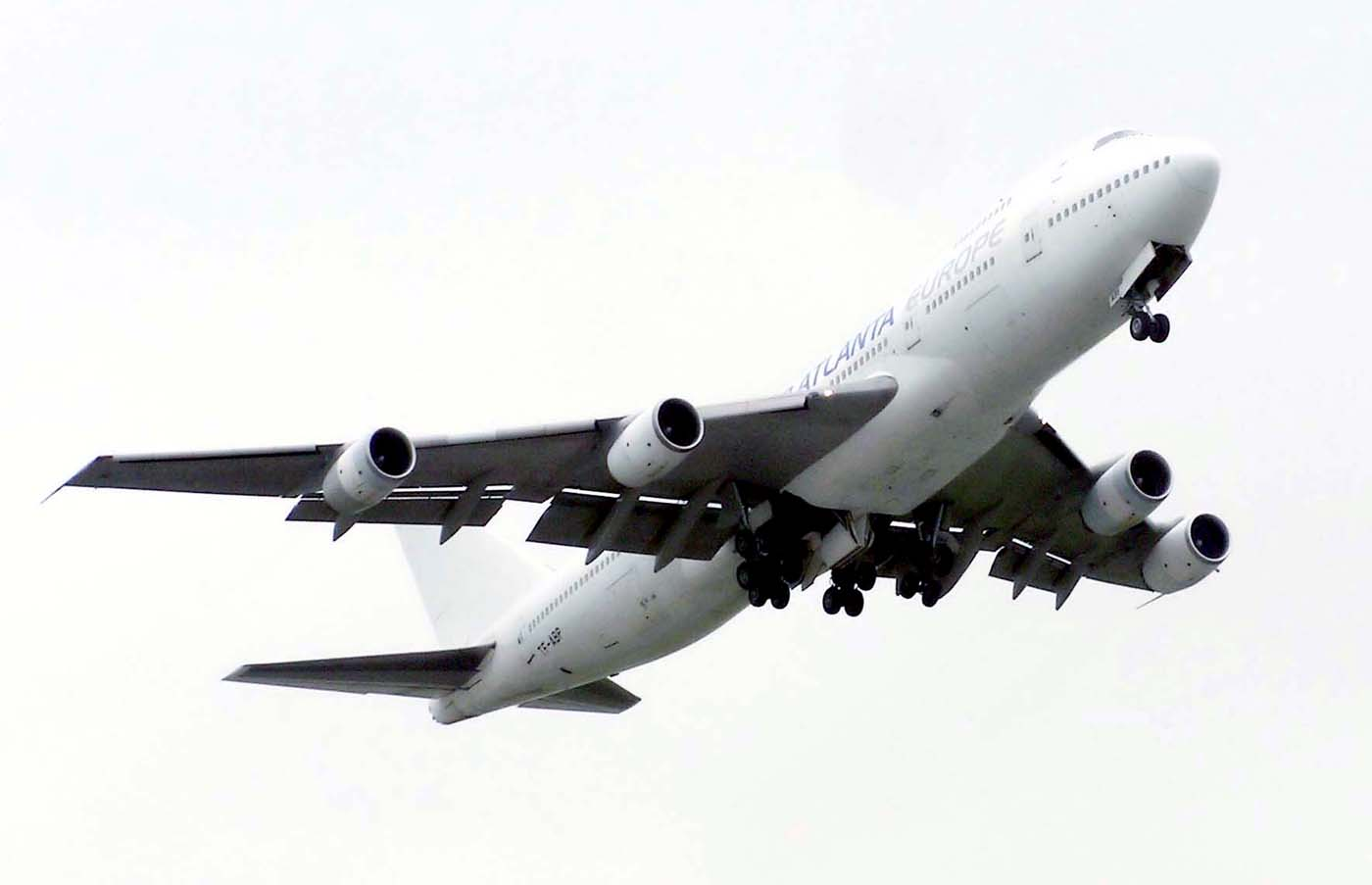
Boeing 747: cvadrimotor
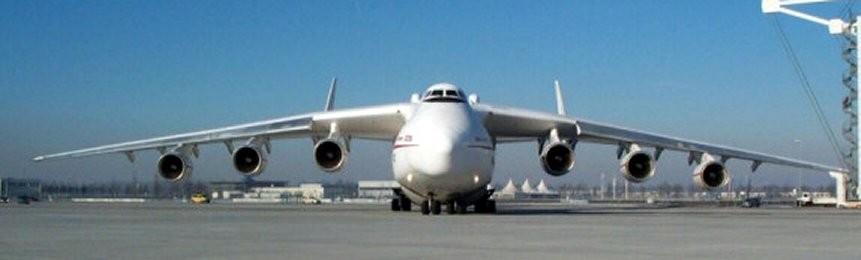
Antonov AN-225: 6 motoare
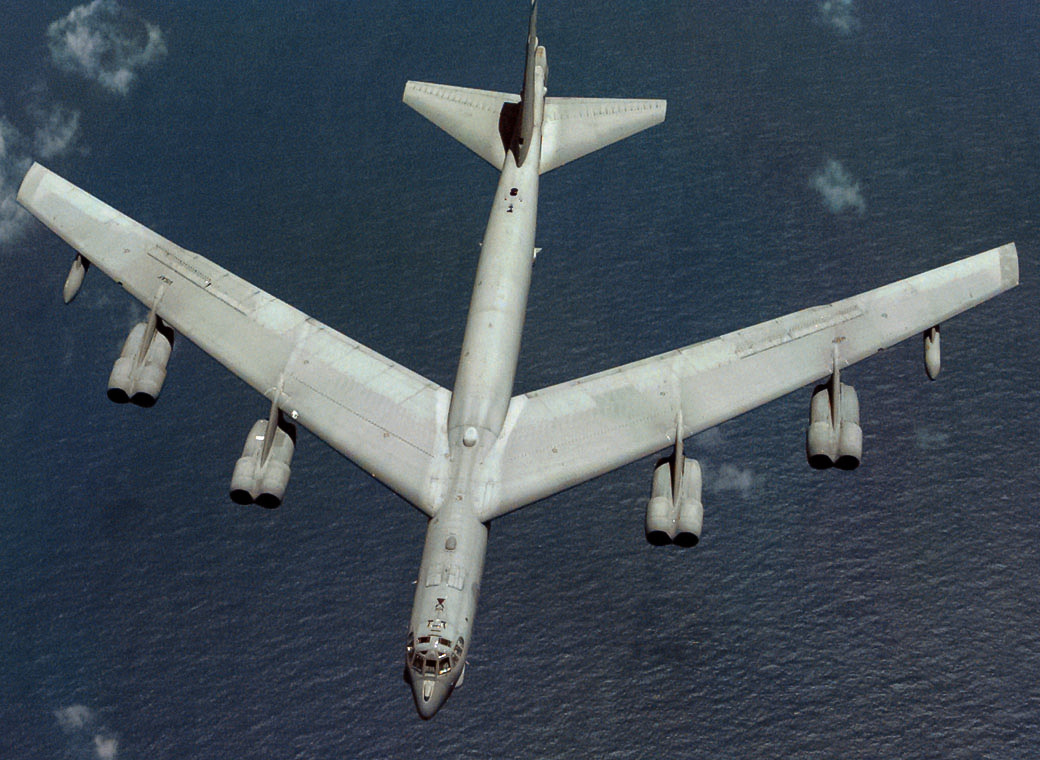
B-52: 8 motoare
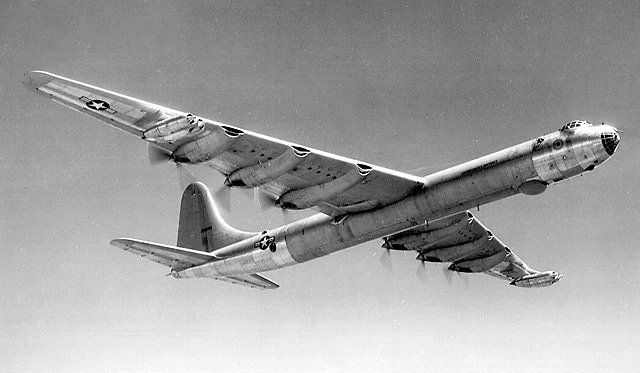
Convair B-36 Peacemaker: 10 motoare - 6 cu elice, 4 reactoare

- monomotoare (AN-2, ZLIN Z-142, MIG-21, F-16, Mirage F1)
- bimotoare (Airbus A300 A310, A330, Boeing 737, 777, Rafale, BAC 1-11, F-14, F-18, ATR-42)
- multimotoare (care pot fi : trimotoare : McDonnell-Douglas DC-10, Boeing 727, cuadrimotoare : Boeing 747, Airbus A340, C-5 Galaxy, AN-124 sau cu mai multe motoare : An-225 - 6 motoare, B-52 - 8 motoare).

Avioanele de pasageri au, în general, între două și patru motoare.